# Launton
Launton – wieś w Anglii, w hrabstwie Oxfordshire, w dystrykcie Cherwell. Leży 19 km na północny wschód od Oksfordu i 81 km na północny zachód od Londynu. W 2001 miejscowość liczyła 1117 mieszkańców.